# Вулиця Братства тарасівців
Ву́лиця Бра́тства Тара́сівців — вулиця в Дарницькому районі міста Києва, житловий масив Харківський. Пролягає від вулиці Архітектора Вербицького до проспекту Миколи Бажана.

## Історія
Вулиця виникла в 1982 році під назвою Роздільна. 1984 року отримала назву вулиця Декабристів, на честь декабристів. 
Сучасна назва на честь таємної політичної організації Братство Тарасівців — з вересня 2022 року
До середини 1970-х років у Радянському районі існувала вулиця Декабристів (колишній Клейгельсівський провулок, пролягала від проспекту Берестейського до Нового ринку, що містився поблизу залізниці. Ліквідована у зв'язку зі знесенням старої забудови).

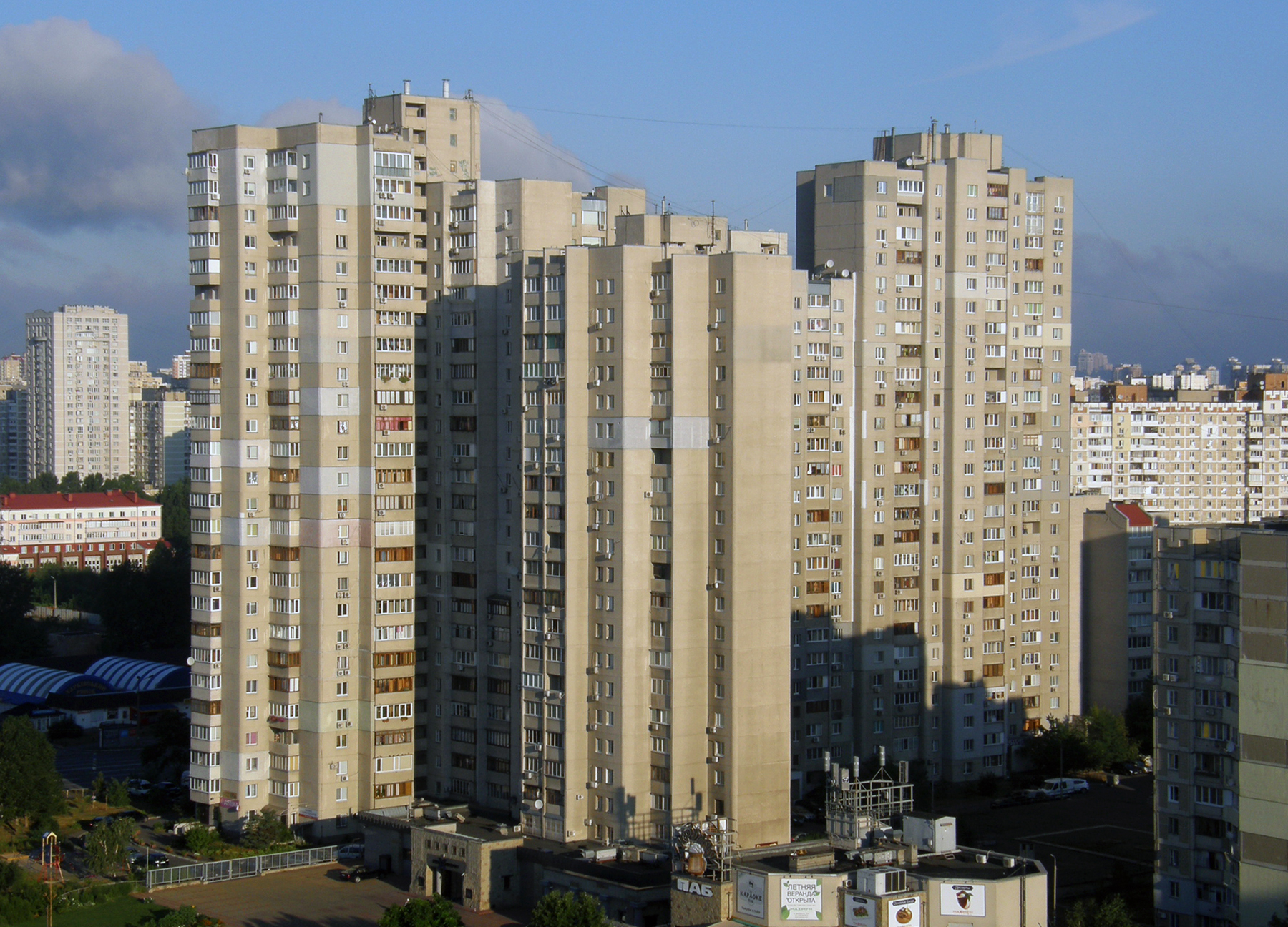
Будинок № 12/37 — найвищий на вулиці.

## Установи та заклади
- Загальноосвітня школа № 302 (буд. № 8-А)

## Інфраструктура
На невеликій вулиці розташовано відразу декілька супермаркетів із всеукраїнських мереж — АТБ, «Novus», , "Thrash", «Харківський торговий ринок», а на перетині з вулицею Вербицького розташований супермаркет «Велмарт».